# Rothenbucher Forst

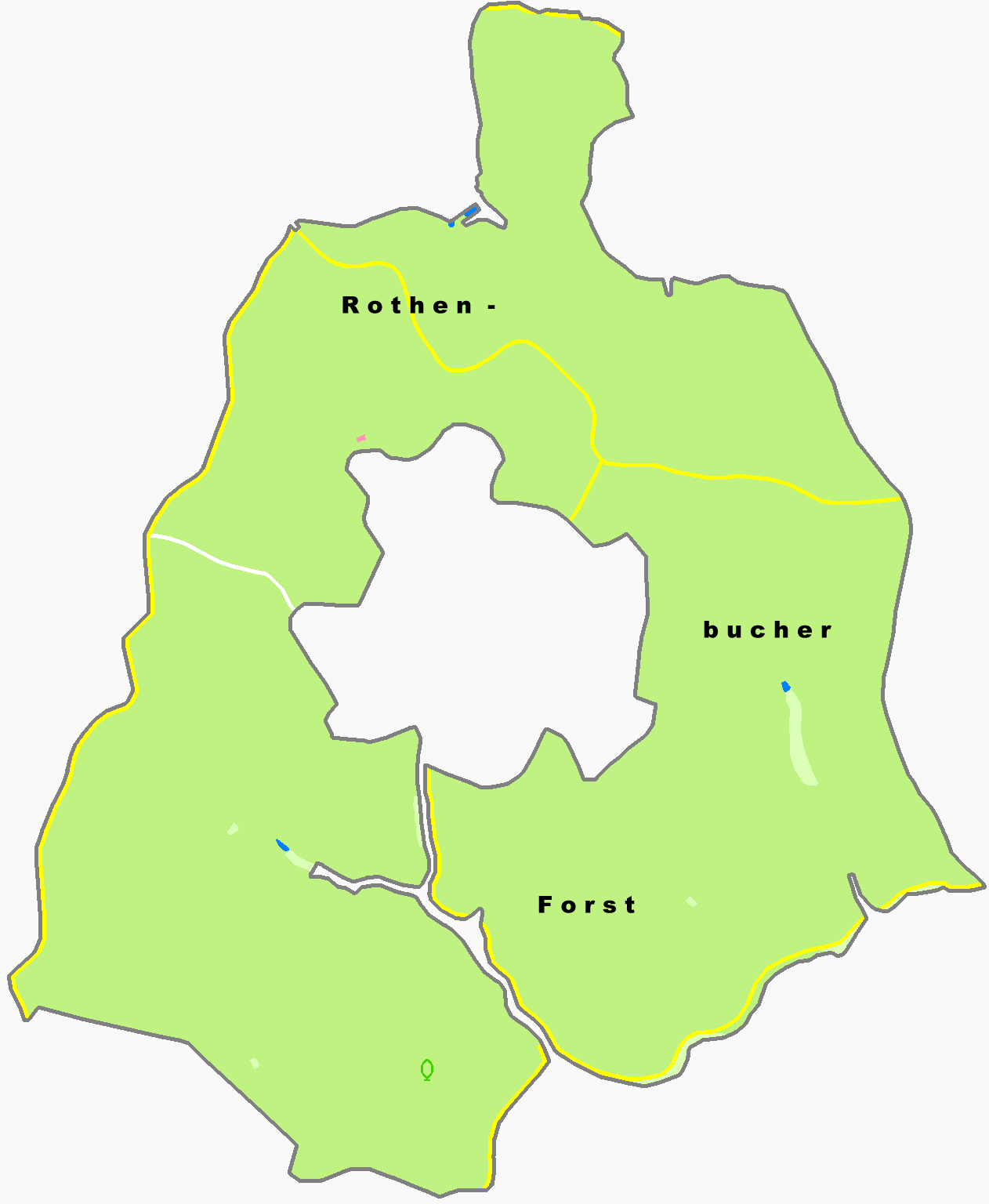
Gemeindefreies Gebiet Rothenbucher Forst

Der Rothenbucher Forst ist ein 34,91 km² großes gemeindefreies Gebiet im Landkreis Aschaffenburg im bayerischen Spessart. Das Gebiet ist komplett bewaldet.

## Geographie

### Lage
Der Rothenbucher Forst ist das flächenmäßig zweitgrößte gemeindefreie Gebiet im Landkreis und das aktuell zehntgrößte in Bayern.
Er umschließt fast vollständig die namensgebende Gemeinde Rothenbuch. Die höchste Erhebung ist der Hengstkopf mit 506 m ü. NHN. Das gemeindefreie Gebiet reicht vom Lohrbachtal bei Heigenbrücken im Norden bis zum Steinbachtal bei Weibersbrunn im Süden.

### Berge
Berggipfel, die vollständig im Rothenbucher Forst liegen, sind (nach Höhe sortiert):
| Name des Berges    | Höhe in Meter |
| ------------------ | ------------- |
| Hengstkopf         | 506           |
| Seeberg            | 485           |
| Eselshöhe          | 481           |
| Weißensteiner Höhe | 480           |
| Hirschkopf         | 475           |
| Eichhöhe           | 472           |
| Geißberg           | 466           |
| Lohrer Berg        | 463           |
| Heidberg           | 459           |
| Sülzhöh            | 459           |
| Gobertstein        | 452           |
| Fraurain           | 450           |
| Königsberg         | 436           |
| Pottaschenküppel   | 430           |
| Hohlstein          | 429           |
| Buchhöhe           | 428           |
| Rauhöhe            | 428           |
| Valtinshöh         | 419           |
| Roßelberg          | 405           |
| Steinknückel       | 399           |

### Nachbargemeinden
| Forst Hain im Spessart (Gemeindefreies Gebiet) | Gemeinde Neuhütten                          |                                            |
| Waldaschaffer Forst (Gemeindefreies Gebiet)    | Kompassrose, die auf Nachbargemeinden zeigt | Forst Lohrerstraße (Gemeindefreies Gebiet) |
| Gemeinde Weibersbrunn                          | Gemeinde Rothenbuch                         |                                            |

## Kultur und Sehenswürdigkeiten
Nördlich von Rothenbuch steht das drei Meter hohe Niklaskreuz aus rotem Buntsandstein.

## Naturschutz
Folgende Naturschutzgebiete liegen vollständig oder teilweise auf dem Gebiet des Rothenbucher Forstes:
- Hafenlohrtal (NSG-00333.01)
- Metzgergraben – Krone (NSG-00414.01)
- Spessartwiesen (NSG-00586.01)

Im Rothenbucher Forst liegen drei als Naturdenkmal ausgewiesene Seen:

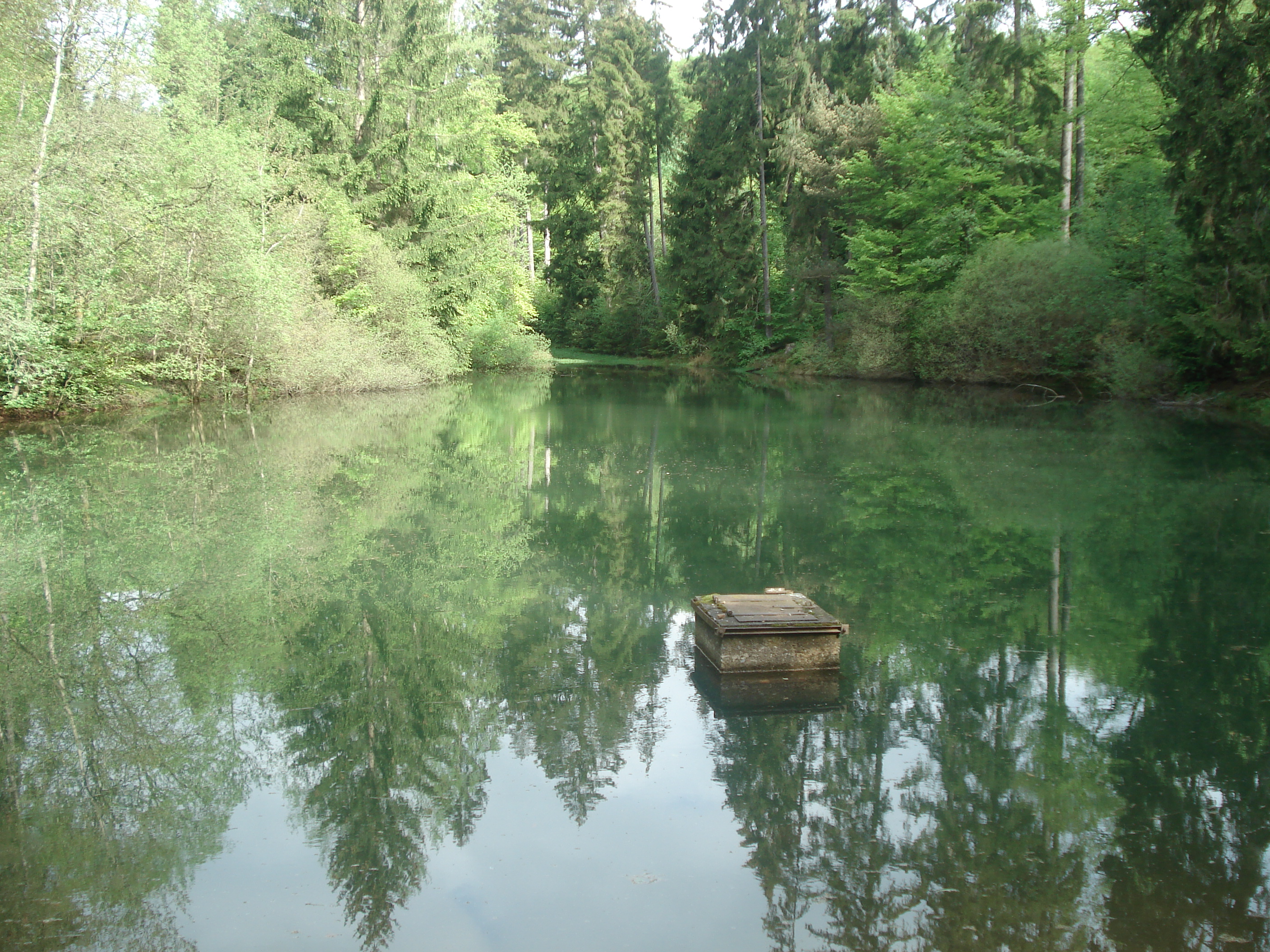
Breitsee

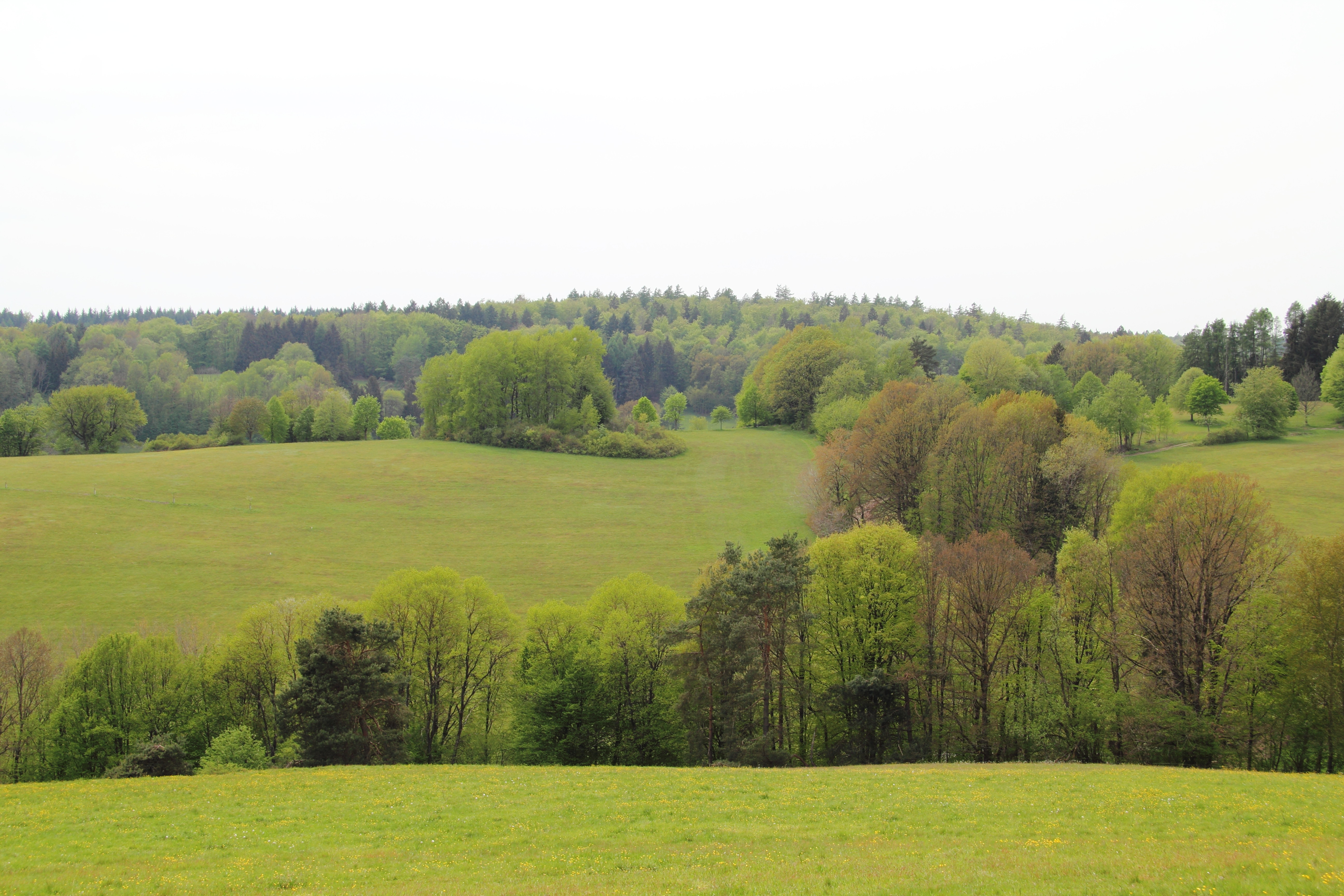
Blick vom Tiergartenberg auf den Rothenbucher Forst

- Der Bomigsee im Osten des Forstes.
- Der Kaltengrundsee befindet sich im Norden.
- Im Westen des Gebietes liegt der Breitsee.

## Verkehr
Durch den Rothenbucher Forst verlaufen die Bundesstraße 26, die Staatsstraße 2317 sowie die Kreisstraßen AB 4, AB 5 und AB 6.